# Armentières
Armentières es una comuna francesa situada en el departamento de Norte, en la región de Alta Francia. Forma parte de la Metrópoli europea de Lille.

## Historia
Formaba parte del Condado de Flandes, anexionada a los Países Bajos de los Habsburgo en 1482, mediante el tratado de Aquisgrán de 1668 pasa a Francia, que ya la había ocupado entre 1645-1647.

## Demografía
| 7 671 | 7 598 | 7 542 | 7 681 | 6 817 | 6 512 | 7 959 | 8 840 | 10 104 | 11 901 | 15 579 | 19 035 | 21 746 | 25 089 | 27 985 | 28 638 | 29 603 | 29 401 | 28 613 | 28 625 | 14 758 | 21 035 | 22 704 | 24 049 | 22 667 | 24 940 | 25 248 | 26 916 | 26 346 | 24 834 | 25 219 | 25 273 | 25 170 | 24 770 |
| Para los censos de 1962 a 1999 la población legal corresponde a la población sin duplicidades (Fuente: INSEE [Consultar]) |       |       |       |       |       |       |       |        |        |        |        |        |        |        |        |        |        |        |        |        |        |        |        |        |        |        |        |        |        |        |        |        |        |

## Cultura y patrimonio local

### Lugares y monumentos
El campanario del ayuntamiento (arquitecto Louis-Marie Cordonnier - 1934) está considerado, desde 2005, como Patrimonio Cultural de la Humanidad por la UNESCO.